# Frederico Barbosa
Frederico Tavares Bastos Barbosa, conhecido simplesmente como Frederico Barbosa (Recife, 20 de fevereiro de 1961), é um poeta, ensaísta, crítico literário e professor brasileiro.

## Biografia
Nasceu em Recife, capital pernambucana, em 20 de fevereiro de 1961. É filho de João Alexandre Barbosa e Ana Mae Barbosa, seus pais eram professores e críticos de literatura e arte. Mudou-se para Brasília em 1965, a partir de um convite da Universidade de Brasilia para que seus pais integrassem o quadro de docentes da instituição. Em 1967, emigrou para São Paulo, em conjunto a sua família, nesse período estudou na escola experimental da USP. Quatro anos depois, em 1971, mudou-se para os Estados Unidos da América, acompanhando seus pais em cursos de especialização e pós-doutoramentos. Viveu entre New Haven, Cambridge e Austin.
Em 1979 regressou ao Brasil, ingressando posteriormente no curso de Física da Universidade de São Paulo. Acabou abandonando o curso após dois anos, matriculando-se em Letras pela mesma instituição, formando-se em 1985. Já atuou como professor de matemática, letras e literatura. Entre 1988 e 1993 foi colaborador, como crítico literário, da Folha de S. Paulo e Jornal da Tarde. Desde 2004, dirige o Espaço Haroldo de Campos de Poesia e Literatura, na Casa das Rosas. Entre 2012 e 2016 foi curador do Prêmio Jabuti.

## Obras
Seu primeiro livro de poemas foi publicado em 1990. Rarefato reuniu seus poemas publicados esparsamente em jornais e suplementos literários. Foi escolhido pelo O Estado de S. Paulo e Estado de Minas como um dos melhores livros do ano. Tem por influências principais a poesia concreta dos irmãos Haroldo e Augusto de Campos e de Décio Pignatari, e João Cabral de Mello Neto.
Segundo Claudio Daniel "a poesia de Frederico Barbosa é um antídoto à docilidade, à ficção ingênua do lirismo, tão fora de foco em meio às ruínas de qualquer certeza estável". Por sua produção poética, recebeu dois prêmios Jabuti, pelas obras "Nada Feito Nada" e "Brasibraseiro".

### Seleção de livros
- Rarefato (Iluminuras, 1990).[1]
- Nada Feito Nada (Perspectiva, 1993).[1]
- Contracorrente (Iluminuras, 2000).[1]
- Louco no Oco sem Beiras – Anatomia da Depressão (Ateliê Editorial, 2001).[1]
- Cantar de Amor entre os Escombros (Landy Editora, 2002).[1]
- Brasibraseiro (em parceria com Antonio Risério) (Landy, 2004). Conjuntamente a Antonio Risério.[1]
- A Consciência do Zero (Lamparina, 2004).[1]
- Na Lata (Iluminuras, 2013).[5]